# Rőf

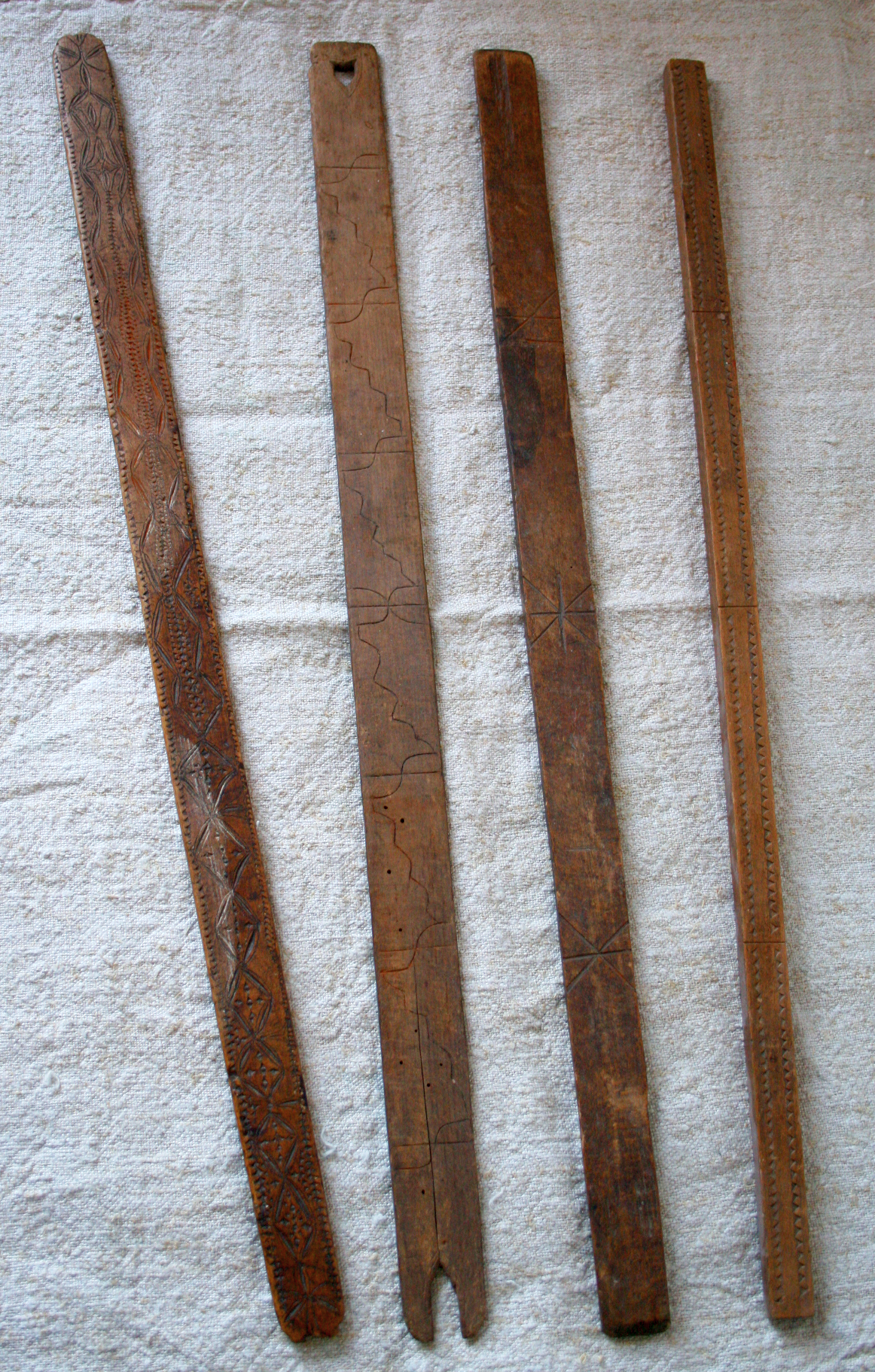
Erdélyi faragott singek különböző vidékekről

A rőf vagy sing hagyományos hosszmérték az SI-mértékegységrendszeren kívül. Értéke tájegységenként változó, általában 60–80 cm körüli.

## Etimológia
A rőf a német Reif szó (eredetileg kötés, kötelék, abroncs jelentésű) átvétele, és egy, elsősorban kelmefélék mérésére használatos hosszmértéket jelent. A magyarba a középfelnémet nyelvjárásokból kerülhetett át. Az eredetibb rejf változatból a réf monoftongizálódással, a rőf pedig feltehetően az utóbbiból kései labializációval keletkezett.

## Története

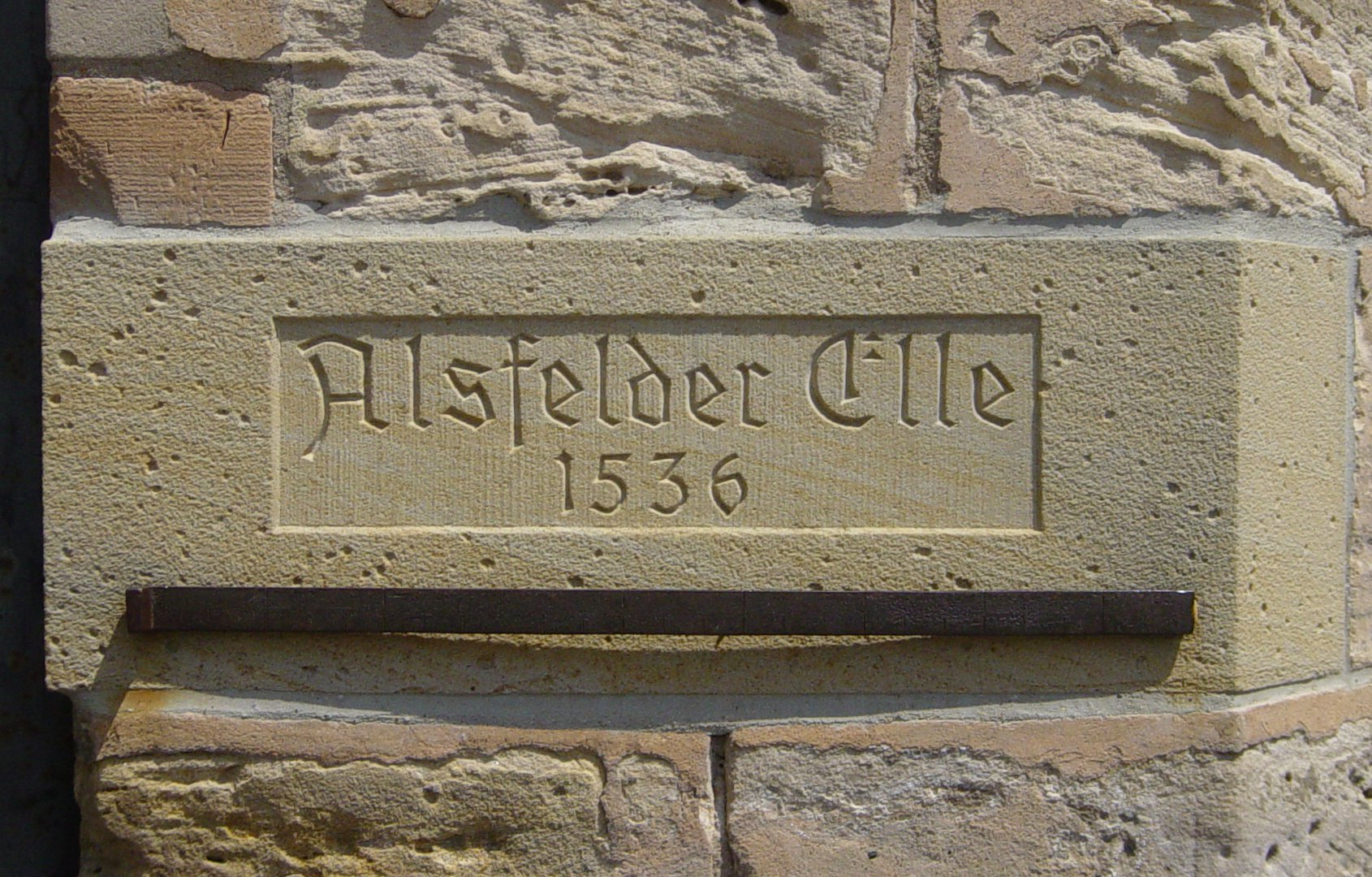
Az alsfeldi rőf 1536-ból, Németország

Az európai rőf görög-római előzményű, főleg textíliák, szövetáruk, posztók, szalagok, kötelek mérésére alkalmazott kereskedelmi hosszmérték. Egyes források szerint eredetileg a kinyújtott alkar hossza volt, míg mások szerint a kifeszített kar hossza a mell közepétől a hüvelykujj hegyéig.
Első magyar okleveles említése 1255-ből való.

## Különböző rőfegységek
A rőf nagysága országonként, sőt vidékenként változott, általában 60–78 cm közötti érték volt.
| Név                       | Átváltás                      | Ref.  |
| ------------------------- | ----------------------------- | ----- |
| osztrák rőf               | 78 cm, egyes helyeken 77,8 cm | [ 2 ] |
| bajor rőf                 | 83,3 cm                       | [ 2 ] |
| porosz rőf                | 66,7 cm                       | [ 2 ] |
| svájci rőf                | 60 cm                         | [ 2 ] |
| dán rőf                   | 62,8 cm                       | [ 2 ] |
| svéd rőf                  | 59,4 cm                       | [ 2 ] |
| norvég rőf                | 62,75 cm                      | [ 2 ] |
| brabanti rőf              | 69 cm                         | [ 2 ] |
| bécsi rőf                 | 77,75 cm                      | [ 3 ] |
| régi budai rőf            | 58,3 cm                       | [ 3 ] |
| új budai rőf              | 78,3 cm                       | [ 3 ] |
| királyi rőf               | 62,5 cm                       | [ 3 ] |
| magyar rőf, vagyis a sing | 62,2 cm                       | [ 3 ] |
| pozsonyi rőf              | 78,3 cm.                      | [ 3 ] |
| egyiptomi rőf             | 52,5 cm                       | [ 4 ] |
| mezopotámiai szent rőf    | 99,5–99,6 cm                  | [ 4 ] |

## Érdekességek
- A régi magyar rőföt singnek is nevezték, például Erdélyben.[5]
- A rőf a népmesékben az egyik leggyakrabban használt hosszmérték.[2]
- Létezik egy „Tudja a rőf árát” kifejezés, szólás is, „szemérmetlen” jelentéssel.[6]
- A rőfösboltok tipikusan méteráruval és rövidáruval foglalkozó boltok. Számos még ma is működő vállalkozás viseli a „rőfös” nevet.